# ふれあいドーム岡崎

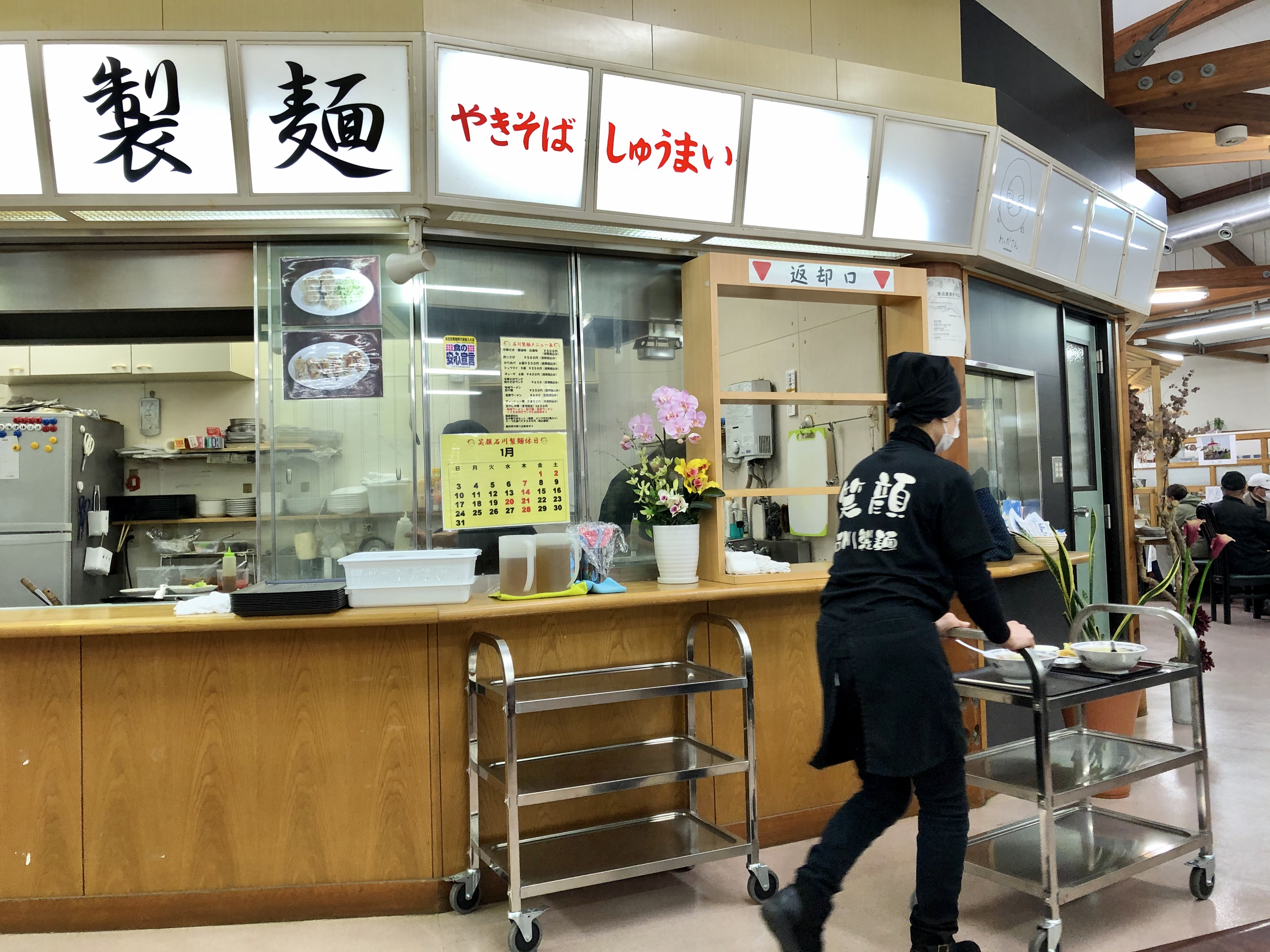
飲食コーナー

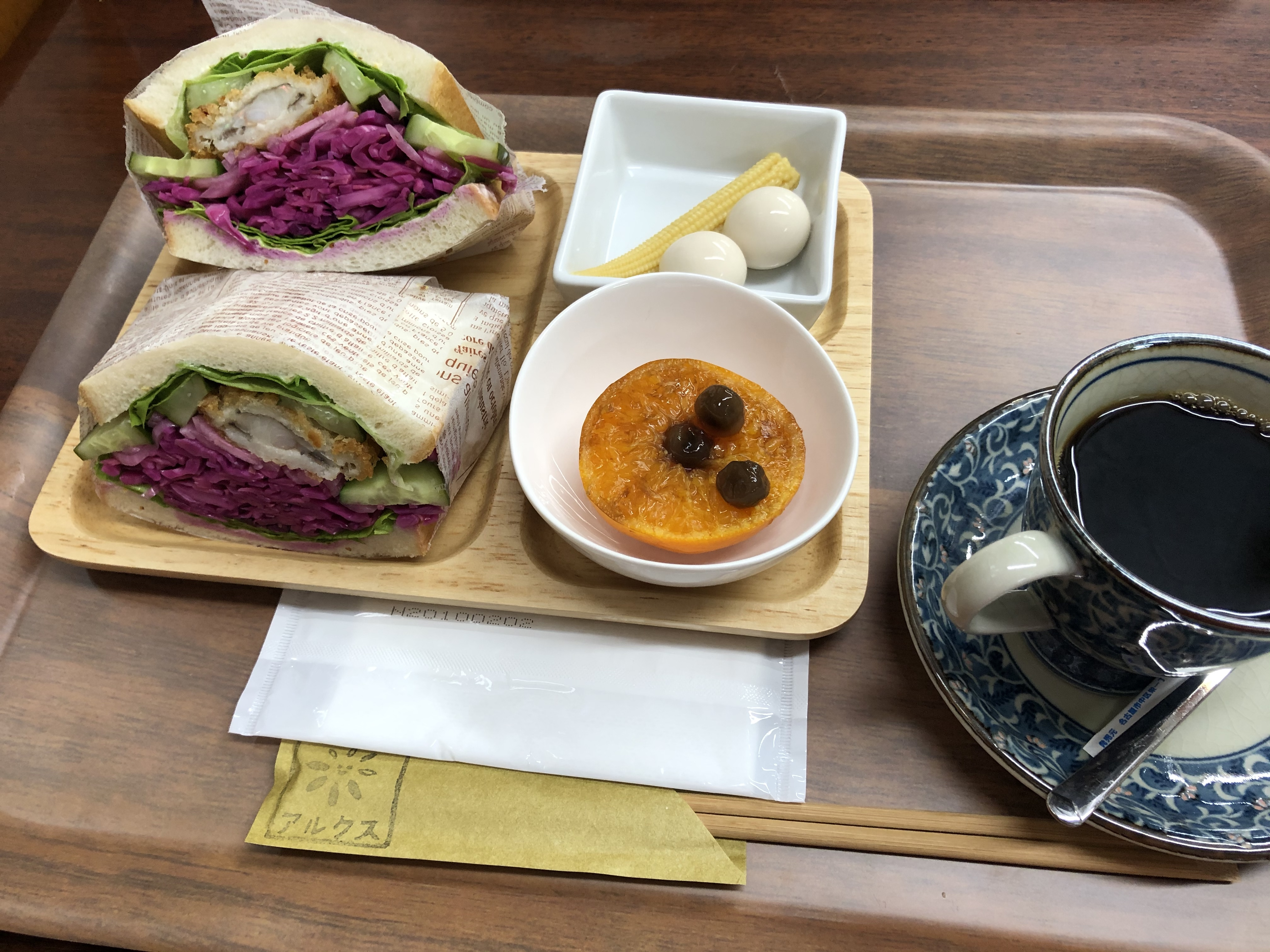
「ピクルスCafeアルクス」のサンドイッチ

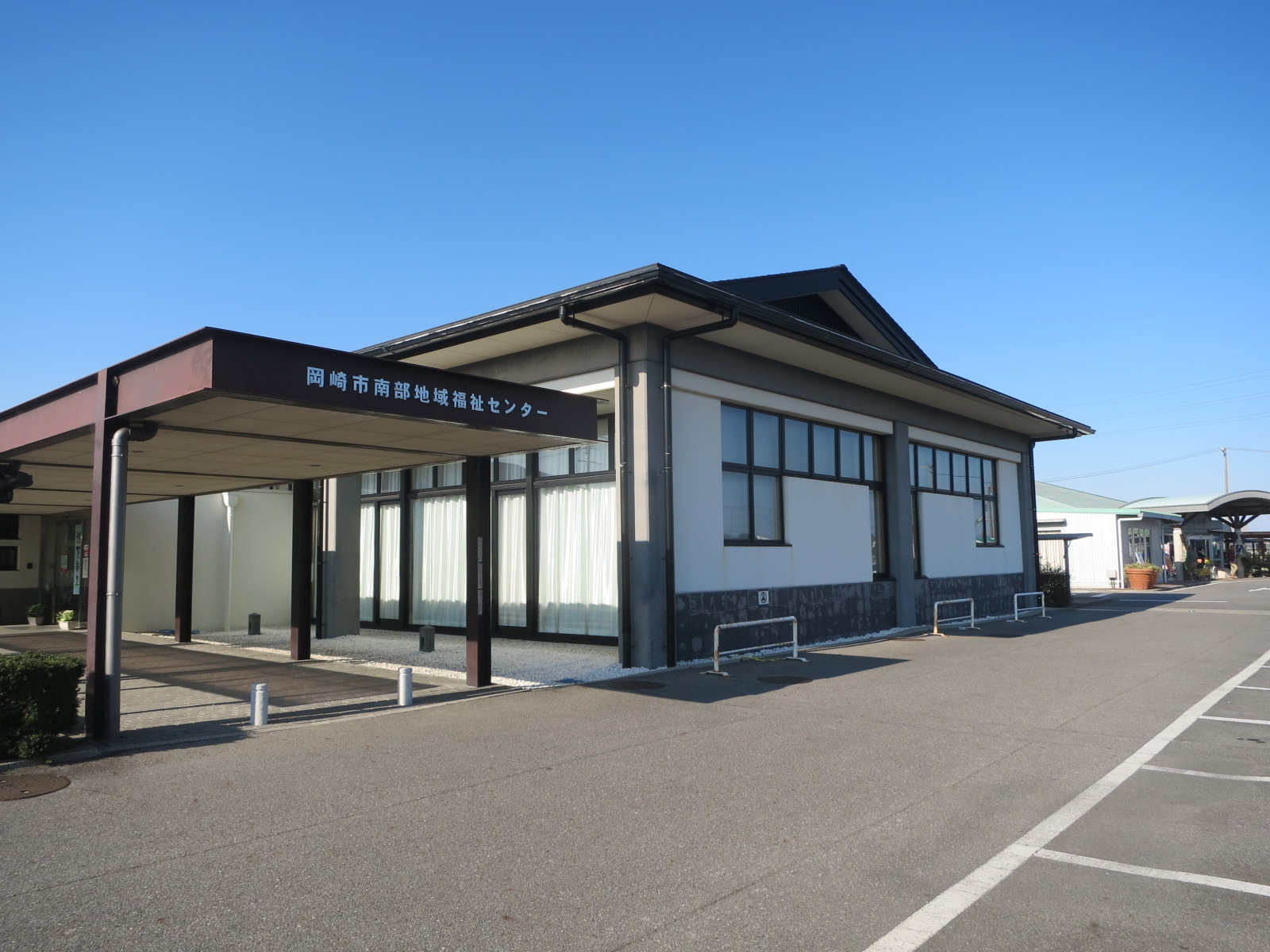
隣接する岡崎市南部地域福祉センター

ふれあいドーム岡崎（ふれあいドームおかざき）は、愛知県岡崎市が2番目に建てた公営の農産物直売所。市内下青野町にある。

## 概要
2000年（平成12年）4月21日にオープン。「北部にあるおかざき農遊館のような農林産物即売施設をぜひ南部にも」という市民の声に応えて建設された。
施設内部は円形になっており、中央部を飲食スペース、その周囲に農林産物を配置。屋外には苗物を置くパーゴラがある。建設事業費は国・県の補助金を含めて7億300万円。売り場はおかざき農遊館と比べ2倍の広さを持つ。
オープン当初は第三セクターの「株式会社ふれあいドーム岡崎」（市とあいち三河農業協同組合と岡崎市六ツ美商工会が共同出資した会社）が販売および管理運営に当たっていた。2006年（平成18年）4月からは、あいち三河農業協同組合（JAあいち三河）が本施設と市内東阿知和町にあるおかざき農遊館の両直売所の管理運営に当たっている。
園芸や手芸の講座が不定期で行われている。
利用時間は9:00～18:00（10月から3月までは17:00まで）。年中無休（ただし1月1日から4日まで休業）。
岡崎市南部地域福祉センター（1998年（平成10年）8月4日開館）が隣接する。
2020年（令和2年）、ふれあいドーム岡崎は飲食コーナーにおいて賃料ゼロの出店を公募。新型コロナウイルスの影響で工業製品の受注作業激減に見舞われ、野菜栽培に取り組んでいた岡崎市の障害者就労支援施設がこれに応募し、2021年（令和3年）2月1日、同施設の運営する「ピクルスCafeアルクス」がオープンした。

## 交通アクセス

### 公共交通機関
- 名鉄バス
  - 下青野経由西尾行きまたは下青野経由中島行きに乗り、「南部福祉センター」バス停を下車。

### 自家用車
- 愛知県道293号桜井岡崎線「土井町西」交差点を西へ0.7km。